# Danke (Ronja-Forcher-Lied)
Danke ist ein Lied der österreichischen Sängerin und Schauspielerin Ronja Forcher.

## Entstehung
Das Lied Danke wurde von Christian Raab und Marius Gröh im Musikstudio Haus 2000 in Berlin aufgenommen und am 19. März 2021 als erste Single veröffentlicht. Ronja Forcher wollte ein Lied für ihre Bergdoktor-Kollegen, die sie seit 2008 begleiten, aufnehmen. Dabei kamen Raab und Gröh auf sie zu und fragte, was sie mit dem Lied sagen möchte und sie sagte: Ich möchte einfach mal Danke sagen. Danach wurde das Lied innerhalb von wenigen Tagen aufgenommen. Zudem kam das Lied Danke als Weihnachtsversion am 12. November 2021 heraus und wurde mit Orchestermusikern aufgenommen.